# Кезак (Лозер)
Кеза́к (фр. Quézac) — колишній муніципалітет у Франції, у регіоні Окситанія, департамент Лозер. Населення — 352 осіб (2011).
Муніципалітет був розташований на відстані близько 510 км на південь від Парижа, 90 км на північ від Монпельє, 17 км на південь від Манда.

## Історія
До 2015 року муніципалітет перебував у складі регіону Лангедок-Русійон. Від 1 січня 2016 року належав до нового об'єднаного регіону Окситанія.
1 січня 2017 року Кезак, Монбрен i Сент-Енімі було об'єднано в новий муніципалітет Горж-дю-Тарн-Косс.

## Демографія
Динаміка населення (Cassini ):
Розподіл населення за віком та статтю (2006):
| Стать | Всього | До 15 років | 15-24 | 25-44 | 45-64 | 65-85 | Понад 85 |
| --- | ------ | ----------- | ----- | ----- | ----- | ----- | -------- |
| Чоловіки | 158    | 37          | 16    | 44    | 37    | 24    | 0        |
| Жінки | 136    | 16          | 16    | 36    | 24    | 32    | 12       |
| \| Статево-вікова піраміда \| Статево-вікова піраміда \| Статево-вікова піраміда \| \| ----------------------- \| ----------------------- \| ----------------------- \| \| Чоловіки \| Вік \| Жінки \| \| 0 \| 85 + \| 12 \| \| 0 \| 80-84 \| 0 \| \| 8 \| 75-79 \| 4 \| \| 8 \| 70-74 \| 12 \| \| 8 \| 65-69 \| 16 \| \| 4 \| 60-64 \| 4 \| \| 4 \| 55-59 \| 4 \| \| 25 \| 50-54 \| 12 \| \| 4 \| 45-49 \| 4 \| \| 8 \| 40-44 \| 4 \| \| 8 \| 35-39 \| 12 \| \| 16 \| 30-34 \| 4 \| \| 12 \| 25-29 \| 16 \| \| 12 \| 20-24 \| 4 \| \| 4 \| 15-20 \| 12 \| \| 8 \| 10-14 \| 0 \| \| 4 \| 5-9 \| 8 \| \| 25 \| 0-4 \| 8 \| |        |             |       |       |       |       |          |
| Статево-вікова піраміда |        |             |       |       |       |       |          |
| Чоловіки | Вік    | Жінки       |       |       |       |       |          |
| 0 | 85 +   | 12          |       |       |       |       |          |
| 0 | 80-84  | 0           |       |       |       |       |          |
| 8 | 75-79  | 4           |       |       |       |       |          |
| 8 | 70-74  | 12          |       |       |       |       |          |
| 8 | 65-69  | 16          |       |       |       |       |          |
| 4 | 60-64  | 4           |       |       |       |       |          |
| 4 | 55-59  | 4           |       |       |       |       |          |
| 25 | 50-54  | 12          |       |       |       |       |          |
| 4 | 45-49  | 4           |       |       |       |       |          |
| 8 | 40-44  | 4           |       |       |       |       |          |
| 8 | 35-39  | 12          |       |       |       |       |          |
| 16 | 30-34  | 4           |       |       |       |       |          |
| 12 | 25-29  | 16          |       |       |       |       |          |
| 12 | 20-24  | 4           |       |       |       |       |          |
| 4 | 15-20  | 12          |       |       |       |       |          |
| 8 | 10-14  | 0           |       |       |       |       |          |
| 4 | 5-9    | 8           |       |       |       |       |          |
| 25 | 0-4    | 8           |       |       |       |       |          |

## Економіка
2010 року серед 216 осіб працездатного віку (15—64 років) 165 були активними, 51 — неактивною (показник активності 76,4%, у 1999 році було 69,3%). З 165 активних мешканців працювало 145 осіб (78 чоловіків та 67 жінок), безробітними було 20 (11 чоловіків та 9 жінок). Серед 51 неактивної 19 осіб було учнями чи студентами, 19 — пенсіонерами, 13 були неактивними з інших причин.

У 2010 році в муніципалітеті числилось 142 оподатковані домогосподарства, у яких проживали 328,0 особи, медіана доходів виносила 16 121 євро на одного особоспоживача